# Kasteel van Vire

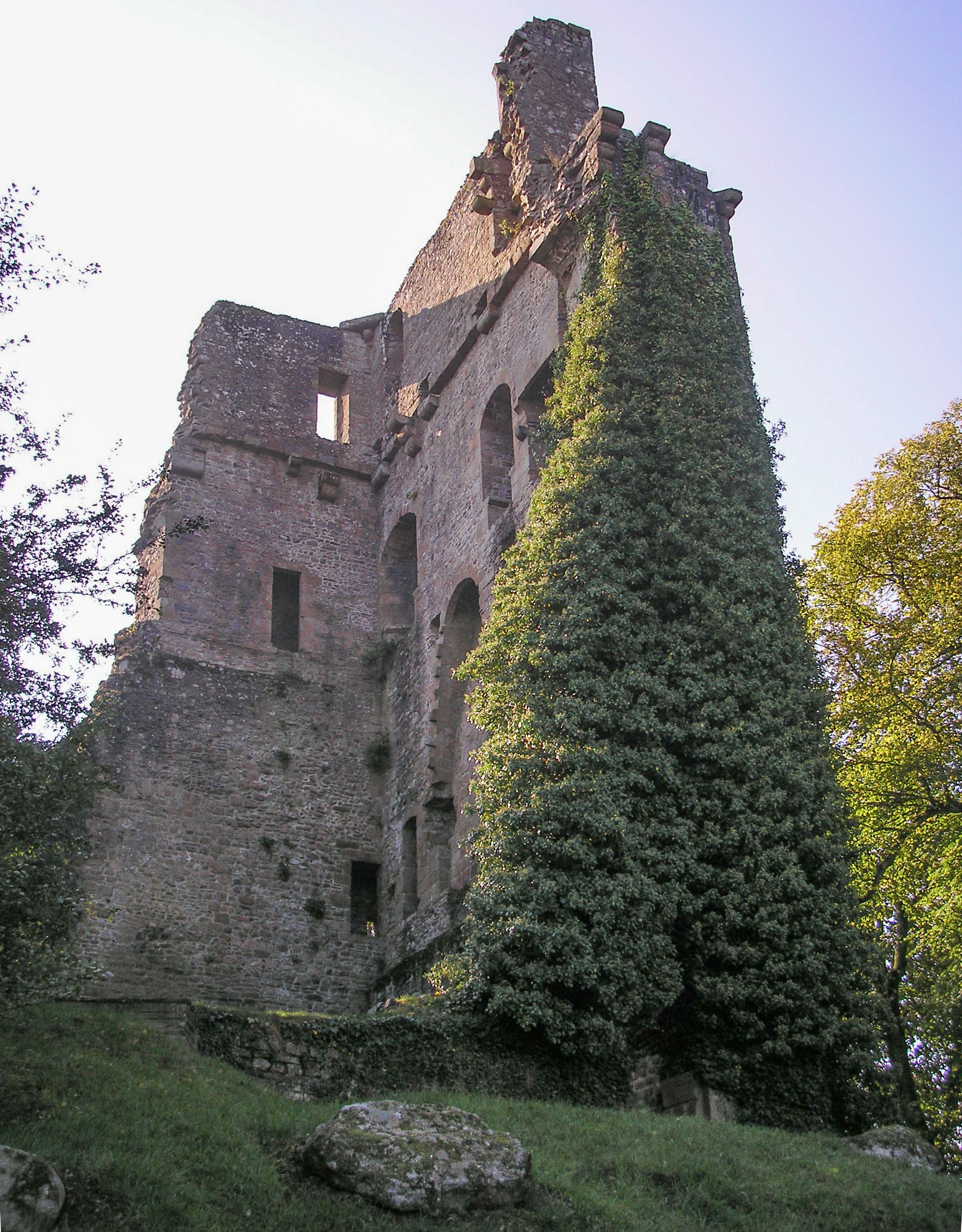
Donjon

Het kasteel van Vire was een middeleeuwse burcht in de Franse stad Vire Normandie (Calvados). Het kasteel werd afgebroken en van het kasteel resten een deel van de donjon en de toren Tour de Coulonces.

## Geschiedenis
In de 9e eeuw was er al een houten kasteel in Vire. Dit was gelegen op een strategisch gelegen granietrots op de rechteroever van de Vire. De site was drie zijden begrensd door steile rotsen zodat enkel de noordelijke zijde moest versterkt worden. Aan het begin van de 12e eeuw werd Hendrik Beauclerc hertog van Normandië. Hij versterkte de grenssteden van het hertogdom, waaronder Vire. Hij bouwde een stenen kasteel met een vierkanten donjon in het kasteel en gaf de stad een stadsmuur. De 12e-eeuwse burcht was verdeeld in drie ommuurde delen. Het Petit Château bevond zich op het hoogste punt van de rots en omvatte de donjon en de kapel Saint-Blaise. Dit deel van het kasteel had vier torens in de muren. Voor het Petit Château lag het Grand Château met de hoofdingang van het kasteel, bestaande uit een dubbele poort. Naast en onder deze delen van het kasteel lag de voorburcht, het Château de Bas. Hierin lag de kapel Saint-Maur.
De heren van Vire resideerden in het kasteel. In 1476 verwierf Pierre de Rohan de heerlijkheid, in 1480 Pierre de la Chapelle. In 1483 onder koning Karel VIII van Frankrijk kwam Vire in het koninklijk domein.

## Overblijfselen
Van het kasteel resten de ruïnes van de donjon en van de Tour de Coulonces, genoemd naar de baron de Coulonces, gouverneur van het kasteel tijdens de Honderdjarige Oorlog.